# I-клетка
I-кле́тки — эндокринные клетки слизистой оболочки тонкой кишки, секретирующие холецистокинин.
I-клетки относятся к апудоцитам и входят в состав гастроэнтеропанкреатической эндокринной системы, которая является частью диффузной эндокринной системы (синоним АПУД-система).

## Локализация
I-клетки рассеяны по двенадцатиперстной кишке и, в меньшей степени, по проксимальной части тощей кишки.

## Функции
Основная функция I-клеток — секреция нейропептидного гормона холецистокинина. Главными стимуляторами секреции холецистокинина являются белки и жиры (но не углеводы) химуса, поступающего в тонкую кишку из желудка. Также стимулятором выделения холецистокинина является гастрин-рилизинг-пептид.
Замедляет секрецию холецистокинина соматостатин.

## Гиперплазия I-клеток
Информация об опухолях (апудомах), возникающих в результате гиперплазии I-клеток, в научной литературе отсутствует.

## Этимология
Название I-клеток происходит от слова «промежуточный» (англ. intermediate). При исследовании слизистой оболочки собак, за исключением энтерохромаффинных клеток были обнаружены эндокринные S- и D-клетки, концентрирующиеся, в основном, в верхней части тонкой кишки и L-клетки, концентрирующиеся в нижних отделах (англ. lower tract — отсюда название L-клеток). I-клетки занимали промежуточное между ними положение.